# Jan Mašek
Jan Mašek (6 de junio de 1978) es un deportista checo que compite en piragüismo en la modalidad de eslalon.
Ganó 10 medallas en el Campeonato Mundial de Piragüismo en Eslalon entre los años 2002 y 2019, y 6 medallas en el Campeonato Europeo de Piragüismo en Eslalon entre los años 2004 y 2014.

## Palmarés internacional
| Campeonato Mundial | Campeonato Mundial               | Campeonato Mundial | Campeonato Mundial |
| Año                | Lugar                            | Medalla            | Competición        |
| ------------------ | -------------------------------- | ------------------ | ------------------ |
| 2002               | Bourg-Saint-Maurice (Francia)    | Medalla de oro     | C1 por equipos     |
| 2003               | Augsburgo (Alemania)             | Medalla de bronce  | C1 por equipos     |
| 2005               | Penrith (Australia)              | Medalla de bronce  | C1 por equipos     |
| 2006               | Praga (República Checa)          | Medalla de plata   | C1 por equipos     |
| 2007               | Foz do Iguaçu (Brasil)           | Medalla de bronce  | C1 por equipos     |
| 2010               | Liubliana (Eslovenia)            | Medalla de bronce  | C1 por equipos     |
| 2014               | Deep Creek (Estados Unidos)      | Medalla de plata   | C1 por equipos     |
| 2017               | Pau (Francia)                    | Medalla de bronce  | C2 mixto           |
| 2018               | Río de Janeiro (Brasil)          | Medalla de bronce  | C2 mixto           |
| 2019               | Seo de Urgel (España)            | Medalla de bronce  | C2 mixto           |
| Campeonato Europeo |                                  |                    |                    |
| Año                | Lugar                            | Medalla            | Competición        |
| 2004               | Skopie (Macedonia)               | Medalla de oro     | C1 por equipos     |
| 2005               | Tacen (Eslovenia)                | Medalla de bronce  | C1 por equipos     |
| 2006               | L'Argentière-la-Bessée (Francia) | Medalla de bronce  | C1 por equipos     |
| 2009               | Nottingham (Reino Unido)         | Medalla de oro     | C1 por equipos     |
| 2010               | Bratislava (Eslovaquia)          | Medalla de plata   | C1 por equipos     |
| 2014               | Viena (Austria)                  | Medalla de plata   | C1 por equipos     |